# Государственное строительство
Государственное строительство — в политике, область государственной деятельности (наряду с хозяйственным и социально-культурным строительством), занимающаяся отношениями центра и регионов, проектированием и организацией работы оптимальных государственных органов, эффективной реализации их функций для прогрессивного социально-экономического развития государства и общества, обеспечением политических и отдельных личных прав граждан.

## Как понятие политологии
Понятие «государственное строительство» (state-building) было впервые употреблено Чарльзом Тилли в 1970-х годах в связи с изучением создания и развития государств Восточной Европы. Он определял его как «процесс появления специализированных кадров, контроль над совместной территорией, лояльность и прочность политических институтов с централизованным и автономным положением, которые удерживали бы монополию на насилие по отношению к населению данного государства». Тилли писал, что формирование государства осуществлялась по четырем направлениям:
- ведение войн (устранение и нейтрализация внешних соперников);
- становление государственности (ликвидация или нейтрализация соперников на своей собственной территории);
- защита территории;
- добыча (привлечение средств для первых трех видов деятельности).

Государственное строительство (state-building) или «построение нации» (nation-building) часто понимается как деятельность, направленная на реконструкцию слабых политических институтов, как правило, после той или иной формы вмешательства (например, операции по поддержанию мира ООН).
Фрэнсис Фукуяма разработал теорию «построения сильного государства» после конфликта, включающую три стадии:
1) постконфликтная перестройка;
2) создание собственных государственных учреждений на основе имеющейся стабильности;
3) укрепление государственных институтов.

## Как специальность
Обучение по специальности «государственное строительство» с 2010 года производится в Республике Беларусь (специальность 1-26 05 01).
Специальность обеспечивает получение квалификации «Руководитель в сфере государственного управления».